# أبو ياسين (قرية)
قرية أبو ياسين هي إحدى القرى التابعة لمركز أبو كبير في محافظة الشرقية في جمهورية مصر العربية. حسب إحصاءات سنة 2006، بلغ إجمالي السكان في أبو ياسين 5838 نسمة، منهم 2911 رجل و2927 امرأة.

## التاريخ
قرية أبو ياسين من القرى القديمة، حيث وردت باسم «منزل ياسين» في أعمال الشرقية ضمن قرى الروك الصلاحي التي أحصاها ابن مماتي في كتاب قوانين الدواوين. كما وردت بنفس الاسم في أعمال الشرقية ضمن قرى الروك الناصري التي أحصاها ابن الجيعان في كتاب «التحفة السنية بأسماء البلاد المصرية». وفي العصر العثماني وردت بهذا الاسم في التربيع العثماني الذي أجراه الوالي العثماني سليمان باشا الخادم في عصر السلطان العثماني سليمان القانوني ضمن قرى ولاية الشرقية، وفي تاريخ 1228هـ/1813م الذي عدّ قرى مصر بعد المسح الذي قام به محمد علي باشا وردت باسم «كفر أبو ياسين» ضمن قرى مديرية الشرقية. ومنذ سنة 1259هـ/1843م، استقر الاسم على «أبو ياسين».